# Honda RA108
A Honda RA108 egy Formula–1-es versenyautó, melyet a Honda épített a 2008-as szezonra.  Versenyzői Jenson Button és Rubens Barrichello voltak, tesztpilóta szerepet töltött be Alexander Wurz, Anthony Davidson, Mike Conway és Luca Filippi.

## Tervezés
Az előző évi modell vezethetőségével kapcsolatos problémákon igyekeztek javítani a Honda mérnökei, melynek érdekében egy teljesen új fejlesztési filozófiára alapozva született meg a RA108. Az autón látható homloklemezek, az új oldalsó kocsiszekrény és a motorburkolati elemek vonalvezetésén történtek ugyan apróbb finomítások, de külső megjelenésükben hagyományosnak mondható karosszériaelemekről van szó. Az RA108-as autó oldalsó elemein található légterelő szárnyak a tavalyi évben használt modelltől öröklődtek. A 2007-es szezonban alkalmazott RA107-es versenyautónak elsősorban aerodinamikai szempontból voltak hiányosságai, melyek leginkább a nagyobb sebességről történő fékezések és a kanyarodások során az úttartási- és menetstabilitási jellemzőiben voltak tapasztalhatóak. Ezen hiányosságok orvoslása érdekében a Honda alkalmazni kívánta a „fresh eye" szemléletet, melynek eredményeképpen új szakembereket kezdett el alkalmazni a technikai osztály egyes területein.
Az RA108-as autó motorburkolata körül elhelyezett légterelő elemek valamelyest a BMW-Sauber F1.08-as konstrukciót idézik, melyek talán Jorg Zander korábbi BMW-s tapasztalatainak eredményeképpen születtek meg ilyen formában. Annak ellenére, hogy a 2007-es évben használt modell rengeteg gondot jelentett a Honda technikai csapata számára, az RA108-as versenyautó aerodinamikai elemein nem feltétlenül volt szükség gyökeres változtatásokra, melyet a bemutatott autón látható elemek is igazolnak. A fejlesztések során elvégzett szélcsatornai tesztelések kimutatták például, hogy a homloklemezeken elvégzett kisebb finomítások is már kedvezően befolyásolják az új autó kanyarokban tanúsított menettulajdonságait. Az előzőekben említett homloklemezek és fordítólemezek tervezésénél alkalmazott filozófia még Geoff Willistől származik. Az elülső és a hátsó beépítésű homloklemezeknek természetesen más és más szerepe van, hiszen az oldalsó kocsiszekrény elején kialakított hűtőnyílás előtt lévő lapok kisebb, vagy nagyobb méretben történő elkészítése jelentősen befolyásolja a padlólemez alatt átáramló levegő mennyiségét, ami pedig a tapadási-, és úttartási jellemzőkre van nagy hatással.

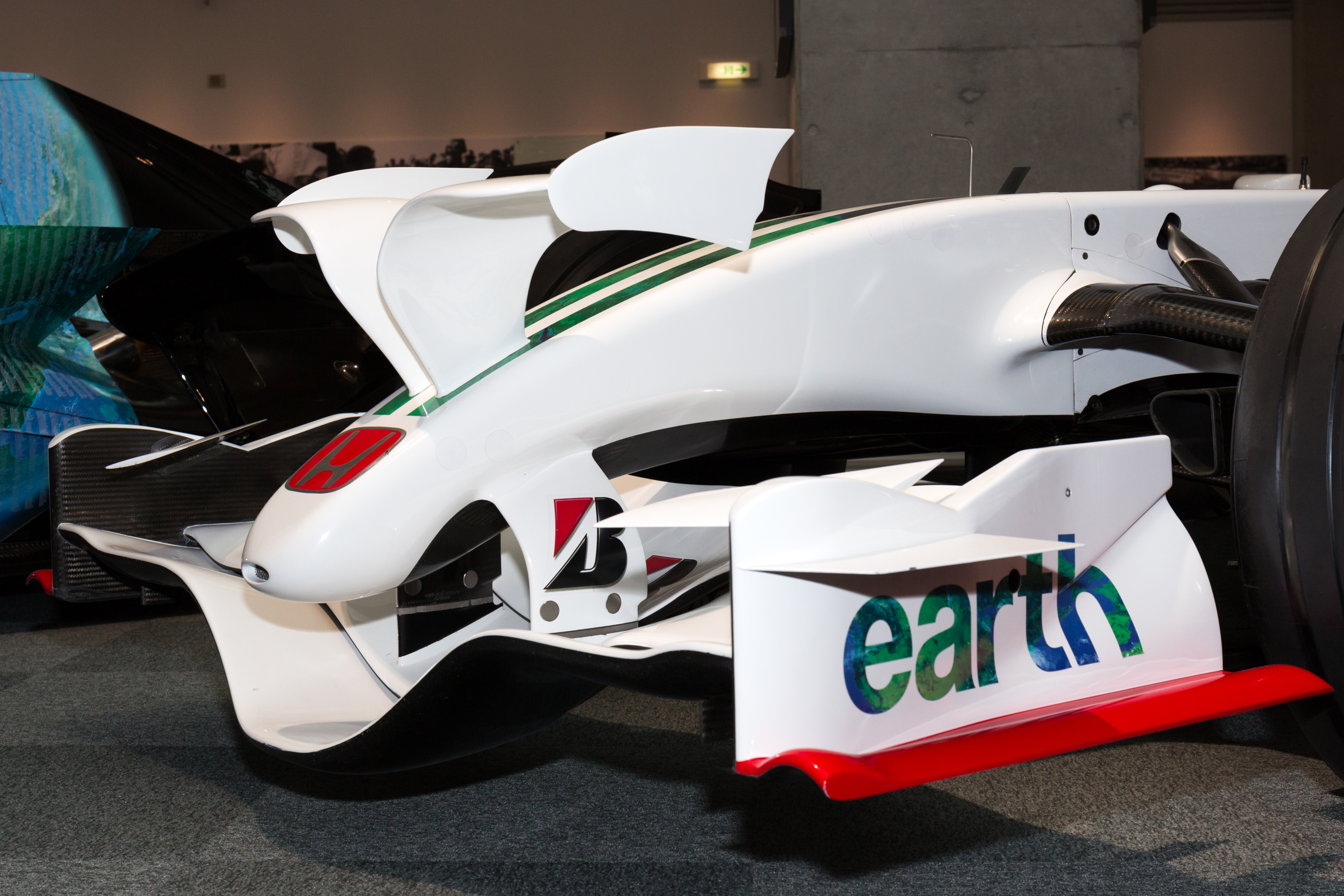
A Honda RA108 speciális első szárnya.

A fordító- és homloklemezektől elvárt aerodinamikai hatáshoz elengedhetetlen azonban a megfelelő kialakítású első légterelő szárny, amely jelen esetben a 2007-es év vége felé alkalmazott kivitel továbbfejlesztett változata. Az új szárny alsó vízszintes profilja mélyebbre ível az autó orrkúpja alatt, ami a megfelelő mennyiségű légáramlatot biztosítja az RA108-as padlólemezének irányába. A Honda magasabb építésű orrkúppal látta el az új autóját, amely megnehezítette a McLaren és a Williams által is használt, az orrcsúcs felett átívelő extra szárnyprofil esetleges alkalmazását. Az RA108-as orrkúpjának alsó síkja valamelyest lejjebb került, és ezzel a korábbi változathoz képest valamelyest jobban közelített a vízszintes irányultsághoz.

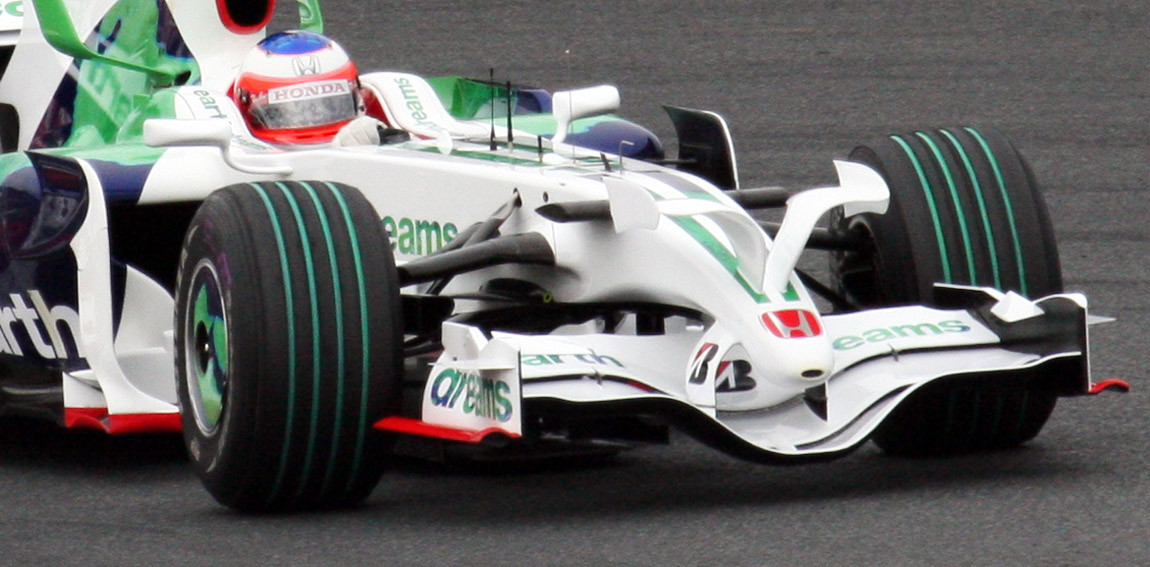
A Honda RA108 speciális első szárnya Japánban.

Az első kerékfelfüggesztés tekintetében is történtek módosítások, hiszen az alsó keresztlengőkarok beépítési helyzetükből adódóan most közelebb kerültek a monocoque oldalához, és a felső lengőkarok beépítési módjának módosítása révén pedig egy teljesen új geometriát hoztak létre az RA108-as első kerékfelfüggesztési rendszerének. Az oldalsó kocsiszekrény tekintetében van ugyan némi hasonlóság a 2007-es évben használt autóhoz viszonyítva, de a légbeömlő nyílás alsó részénél mélyebben ívelő, karcsúbb kialakítás szerint készült el az RA108-as esetében. A váll-lemezek kisebbek lettek, és az oldalsó karosszériára épített légterelő idomok beépítési hossza is módosult. Az oldalsó kocsiszekrény felső részén kialakított kémények mérete is csökkent, melyek igen letisztult módon hordoznak egy-egy T-alakban kialakított légterelő elemet. A kémények geometriai méretéből és kialakításából adódó hűtési jellemzőkhöz igazodva történt az oldalsó burkolat felső felületén kialakított zsaluszerű hűtőnyílások kialakítása, amelynek velejárójaként a karosszéria alatt lévő hűtők nagyobb szögben sokkal inkább felfelé irányítva, mint oldalsó irányban megdöntött pozícióban helyezték el és a korábbi megoldásokkal ellentétben hátrébb kerültek. Mivel a 2008-as idényben életbe lépő új technikai szabályok miatt sokkal többet kellett kibírniuk az autók sebességváltóinak, a Honda által alkalmazni kívánt új hűtési rendszer is ehhez az irányelvhez próbált igazodni.
Szintén a BMW-Sauber által alkalmazott megoldásra emlékeztetett a motorburkolat hátsó részéből kinövesztett, a hátsó légterelő szárny előtt párhuzamos irányban elhelyezett kiegészítő légterelő lemez, amely viszonylag közel került a hátsó szárny alsó profiljához. Az idei évben bevezetett új biztonsági előírások értelmében a Honda mérnökeinek is magasabbra kellett építeni a pilótafülke versenyző feje mellé eső oldalsó falát.

## A szezon

### Új szakemberek
A 2008-as évtől csatlakozott a csapathoz Loic Bigois, aki korábban a Williams alkalmazásában állt, és az egykori Toyotás és BMW-és tervező, Jorg Zander, valamint a Ferrari hajdani technikai vezetője, Ross Brawn is.

### 2008

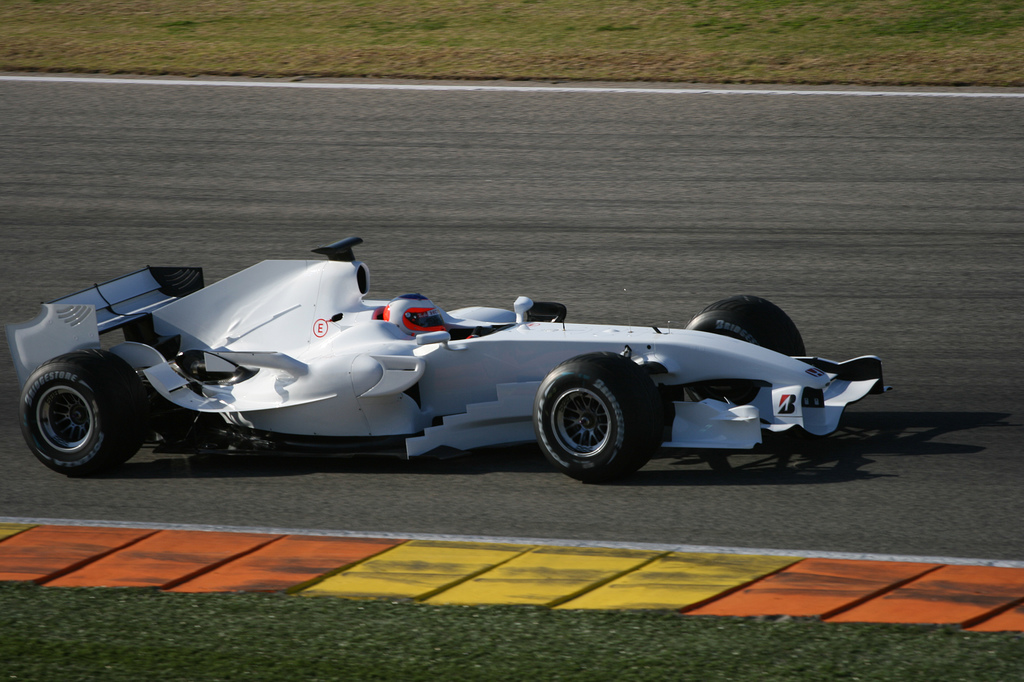
Rubens Barrichello a valenciai teszten.

Az új autó 2008. január 29-én megrendezésre kerülő ünnepélyes bemutatója előtt a Honda vezetősége úgy döntött, hogy Rubens Barrichellóval a volán mögött megkezdik legújabb szerzeményük tesztelését.
Az első versenyen Button kiesett, Barrichellót pedig kizárták, miután a csapat rosszkor hívta ki kerékcserére, és emiatt piros lámpánál kényszerült elhagyni a boxutcát. Malajziában a csapat nem szerzett pontot, de mindkét autó célba ért. A bahreini nagydíjon Button ütközött Coultharddal és kiesett, Barrichello 11. lett.

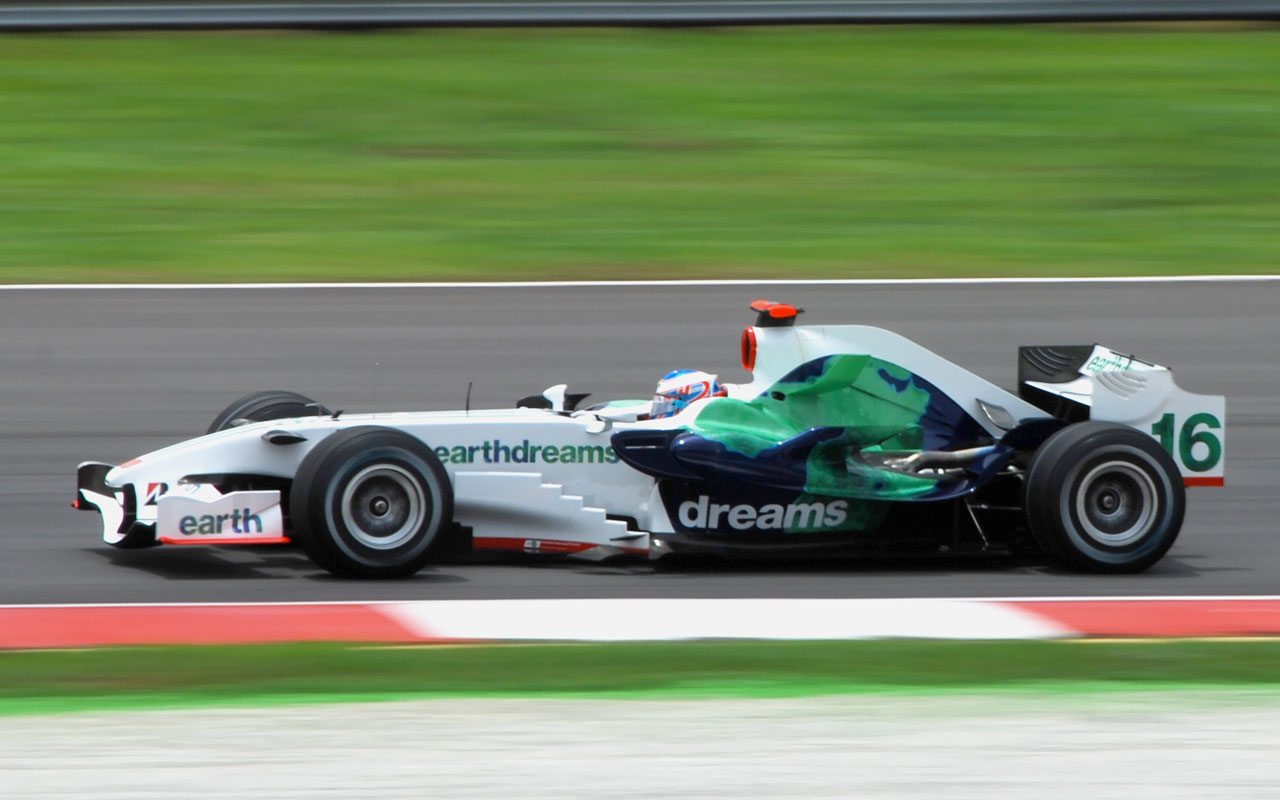
Jenson Button a 2008-as maláj nagydíjon.

Spanyolországba továbbfejlesztett autókkal érkezett a csapat. Button 6. lett a futamon, saját maga és a Honda első 2008-as pontjait szerezve. Barrichello az egyik biztonsági autós időszak alatti kavarodásban letörte az első légterelő szárnyát, ami más alkatrészeket is magával rántott, a versenyt fel kellett adnia. A török nagydíj inkább az ünneplésről szólt, a 258. nagydíjára nevező Rubens Barrichello lett minden idők legtapasztaltabb Formula–1-es versenyzője. A futamon csak a 14. lett, Button 11.-ként ért célba. Az esős monacói nagydíjon Barrichello hosszú idő után ismét pontot szerzett, Button csak a 11. lett.
Kanadában Button a boxból rajtolt, Barrichello a kilencedik helyről. Utóbbi egykiállásos stratégiával a hetedik lett a versenyen, Button nem tudott pontszerző helyre felzárkózni. A francia nagydíjon Button a 16., Barrichello váltócsere miatt csak az utolsó, 20. helyről indulhatott. A verseny egyetlen kiesője Button lett, aki a célegyenes előtti kanyarban kicsúszott és összetörte az autója elejét. Barrichello a 14. helyre tudott fölzárkózni, körhátrányban. A konstruktőrök között a csapat továbbra is nyolcadik maradt. Angliában Button kiesett, Barrichello azonban a jó gumiválasztásnak köszönhetően a 16. helyről a 3. helyre hozta fel a Hondát. A német nagydíj időmérőjén Button a 14. Barrichello a 18. helyet szerezte meg. Végül az angol az utolsó, 17. helyen ért célba, Barrichello az 50. körben azonban kiesett. Button első futamgyőzelmének helyszínén tizenkettedik, csapattársa 16. lett. A szezon további futamain a csapat egyik pilótája se volt képes pontszerző helyen befejezni egy futamot sem, ami az autó teljesítményének visszaesése miatt történt meg.
2008. december 5-én Takeó Fukui, az Honda vezérigazgatója bejelentette, hogy a gyár nem kíván tovább részt venni a Formula–1-ben. A versenycsapatot a csapatfőnök, Ross Brawn vásárolta meg, és 2009-ben Brawn GP néven nevezte be a világbajnokságra.

## Teljes Formula–1-es eredménylistája
(Táblázat értelmezése)

(Félkövér: pole-pozícióból indult; dőlt: leggyorsabb kört futott) 

| Év   | Konstruktőr | Motor    | Gumi | Versenyzői  | 1   | 2   | 3   | 4   | 5   | 6   | 7   | 8   | 9   | 10  | 11  | 12  | 13  | 14  | 15  | 16  | 17  | 18  | Pont | WCC |
| ---- | ----------- | -------- | ---- | ----------- | --- | --- | --- | --- | --- | --- | --- | --- | --- | --- | --- | --- | --- | --- | --- | --- | --- | --- | ---- | --- |
| 2008 | Honda       | Honda V8 | B    |             | AUS | MAL | BHR | ESP | TUR | MON | CAN | FRA | GBR | GER | HUN | EUR | BEL | ITA | SIN | JPN | CHN | BRA | 14   | 9.  |
| 2008 | Honda       | Honda V8 | B    | Button      | Ki  | 10  | Ki  | 6   | 11  | 11  | 11  | Ki  | Ki  | 17  | 12  | 13  | 15  | 15  | 9   | 14  | 16  | 13  | 14   | 9.  |
| 2008 | Honda       | Honda V8 | B    | Barrichello | DSQ | 13  | 11  | Ki  | 14  | 6   | 7   | 14  | 3   | Ki  | 16  | 16  | Ki  | 17  | Ki  | 13  | 11  | 15  | 14   | 9.  |

## Galéria

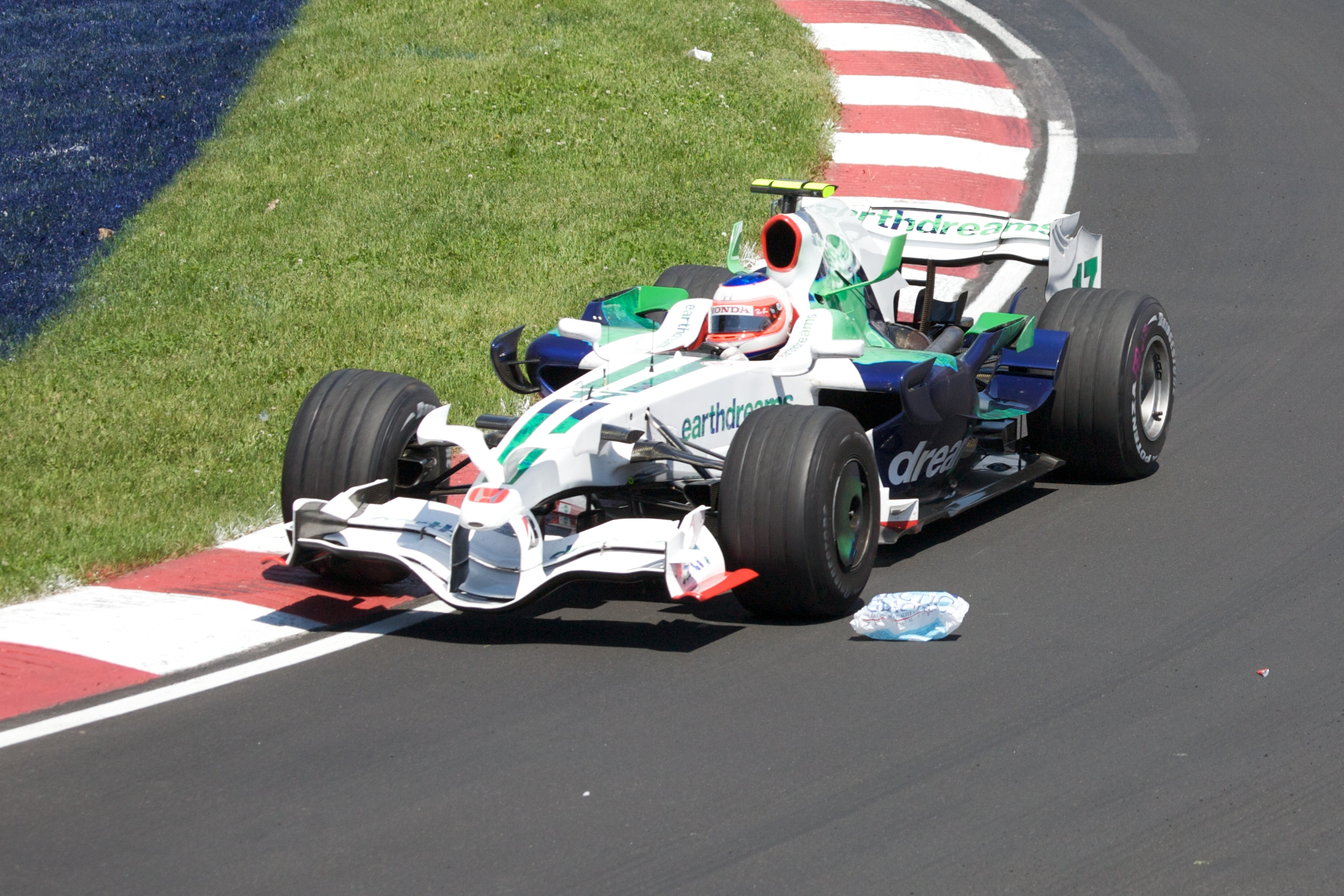
Rubens Barrichello Kanadában.
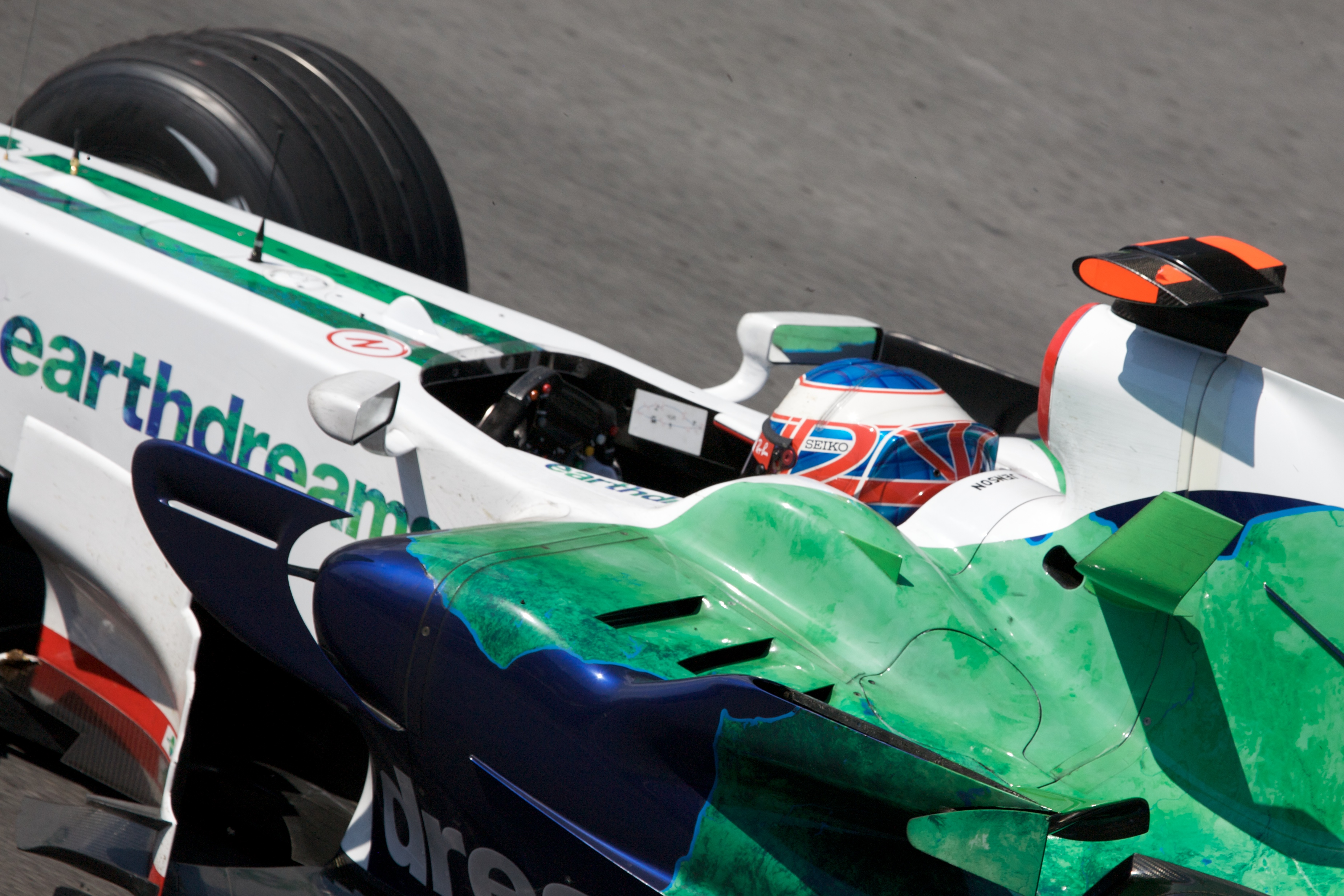
Jenson Button szintén Kanadában.
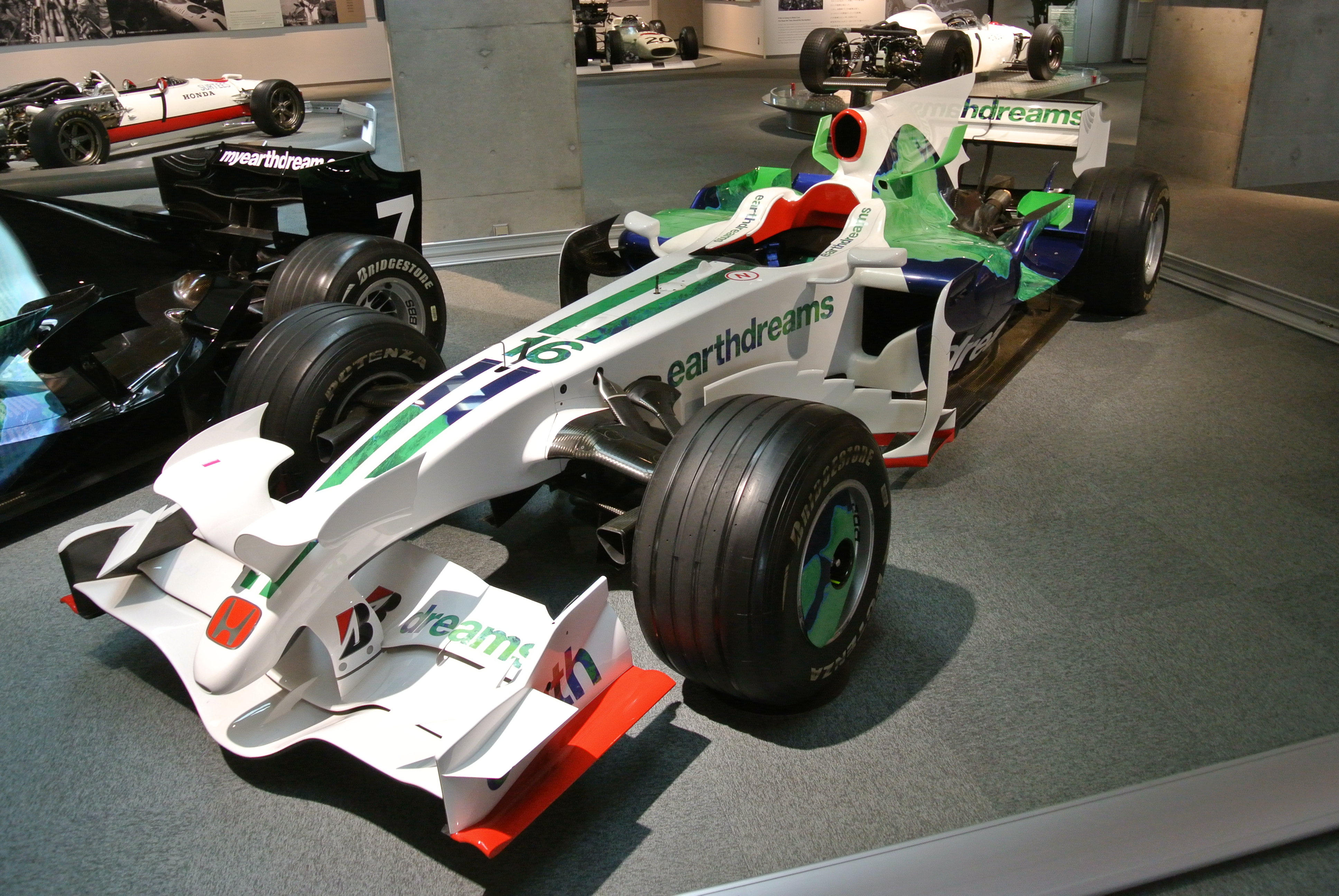
A Honda RA108 a Honda kiállításon.
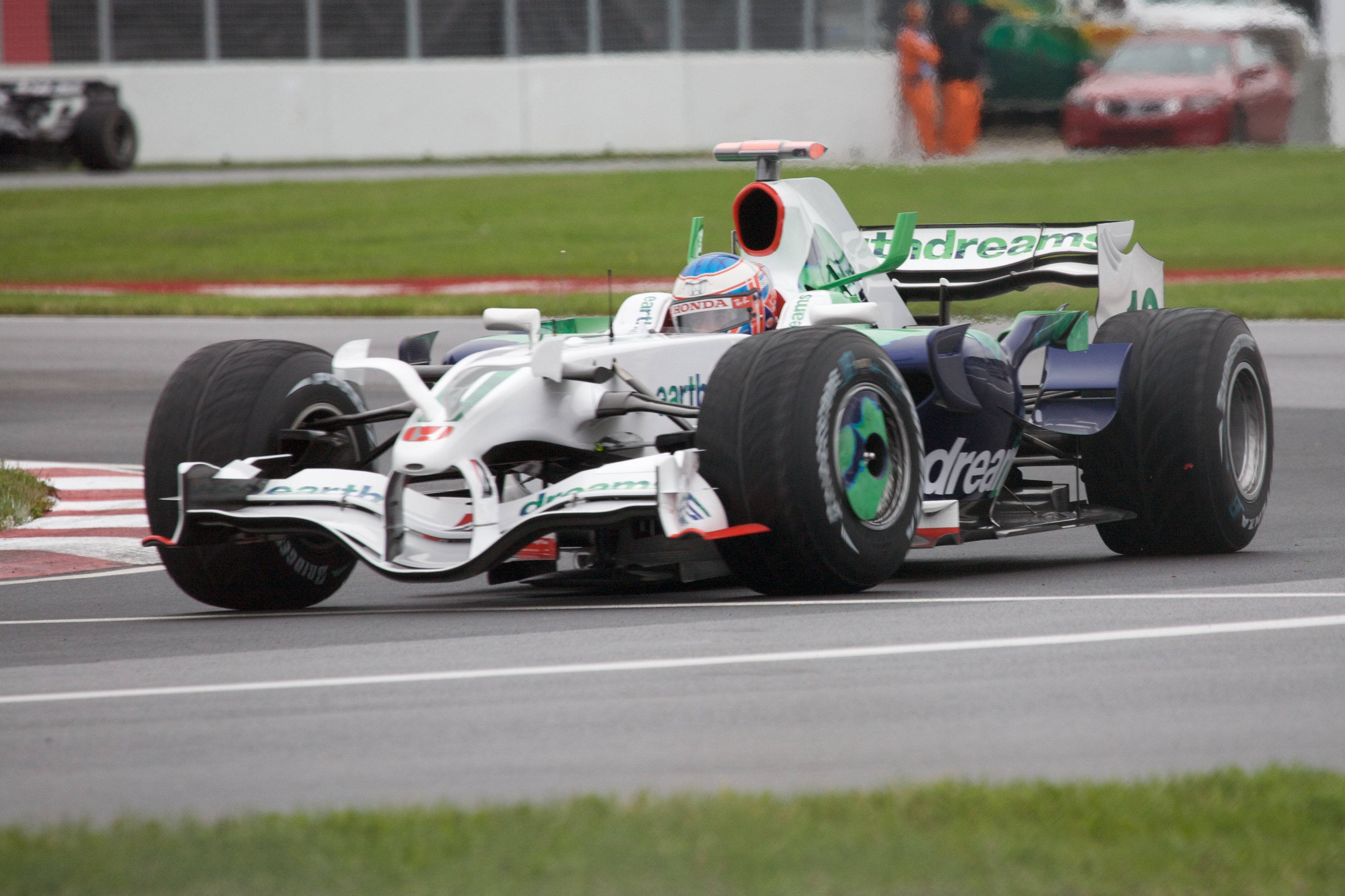
Jenson Button a kanadai versenyen.
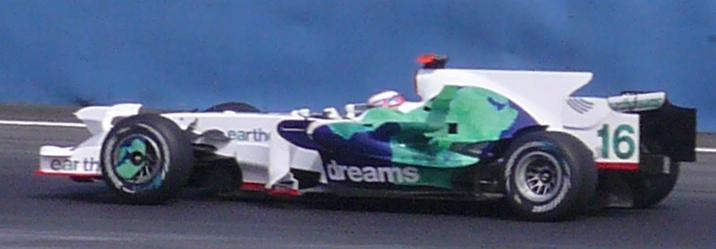
Jenson Button az európai nagydíjon.
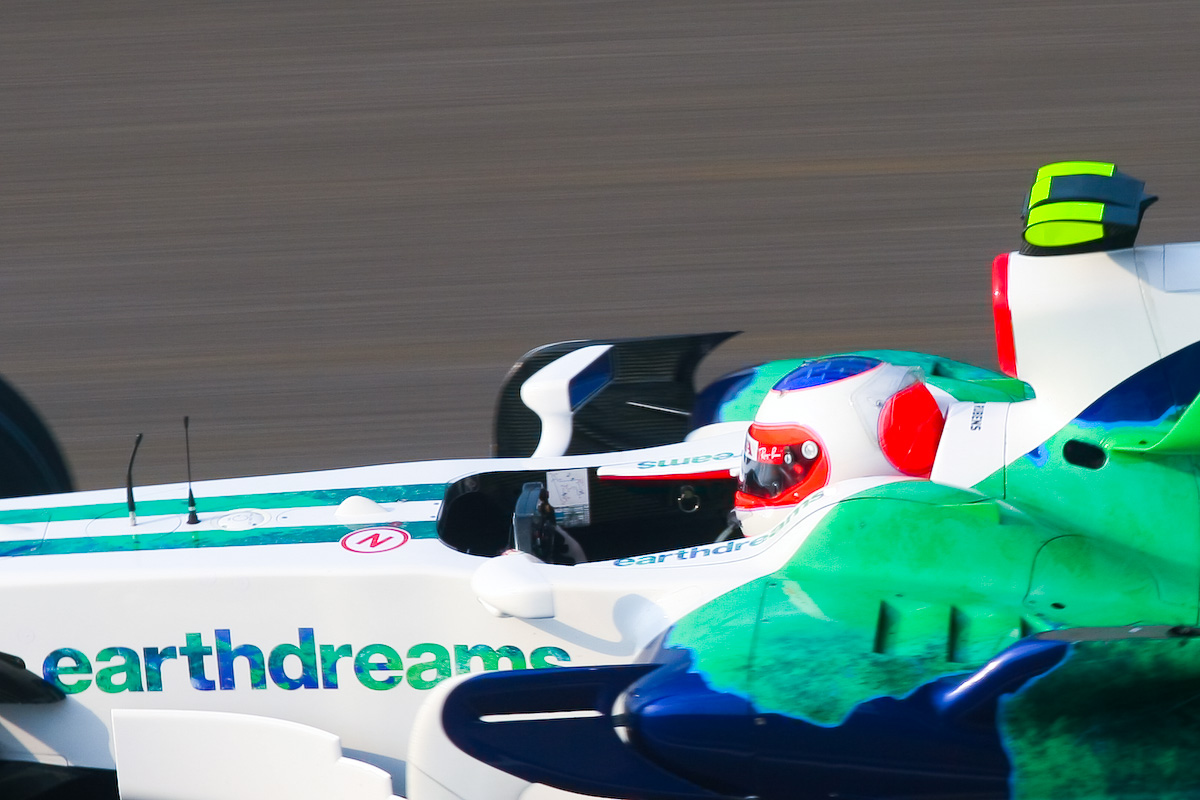
Rubens Barrichello Kínában.
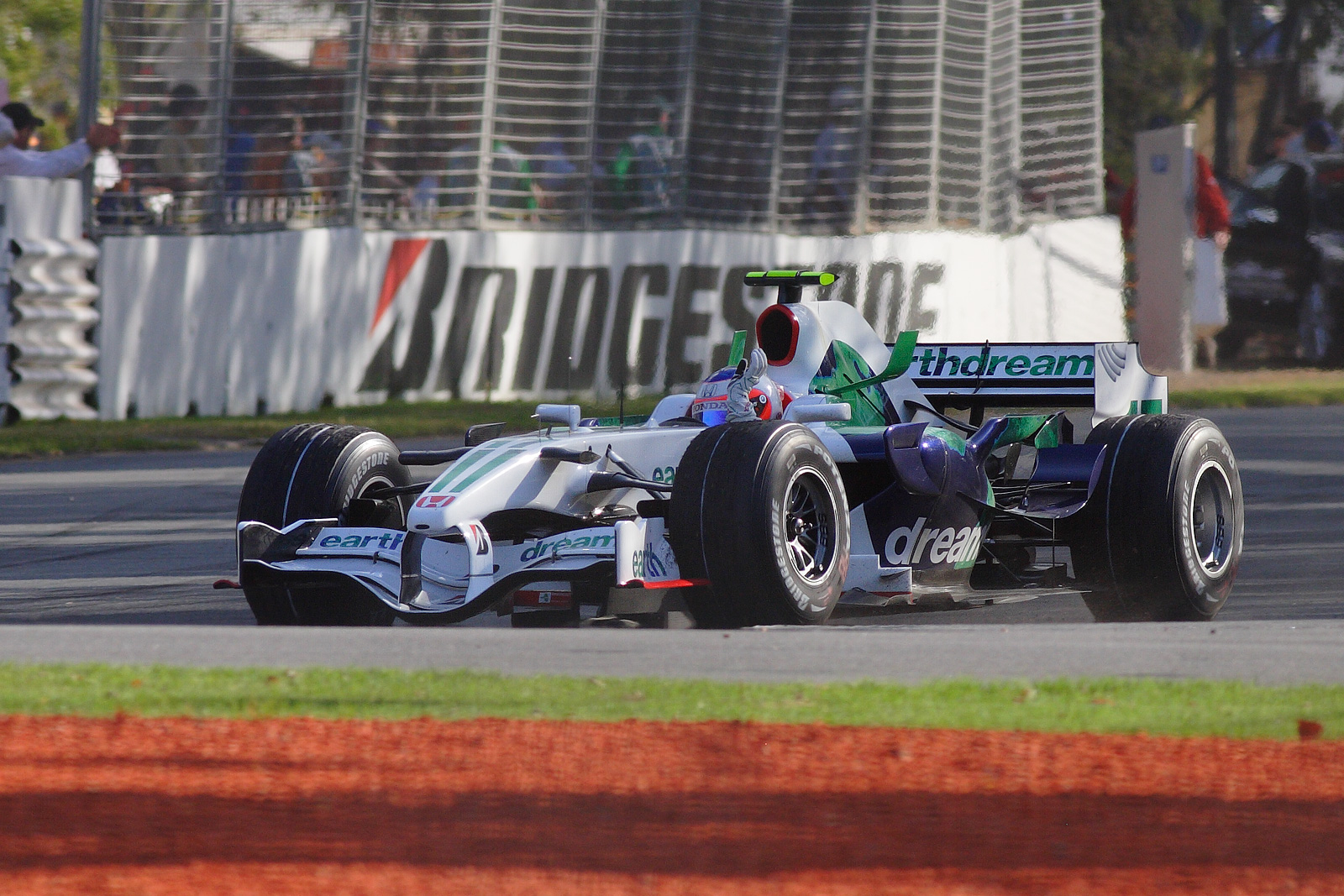
Rubens Barrichello az évadnyitó Ausztrál GP-n.